# Racławice Śląskie
Racławice Śląskie (auch Racławice Niemieckie, deutsch: Deutsch Rasselwitz) ist ein Ort in der Stadt- und Landgemeinde Oberglogau (Głogówek) im Powiat Prudnicki der Woiwodschaft Opole in Polen. Durch den Ort fließt die Hotzenplotz, ein linker Zufluss der Oder.

## Geographie
Das Angerdorf Racławice Śląskie liegt acht Kilometer südwestlich von Oberglogau, 16 Kilometer östlich von Prudnik (Neustadt O.S.) und 50 Kilometer südwestlich von Opole (Oppeln) in der Nizina Śląska (Schlesische Tiefebene). Südwestlich von Racławice Śląskie verläuft die Grenze zu Tschechien.
Nachbarorte von Racławice Śląskie sind im Nordwesten Nowy Browiniec (Deutsch Probnitz) im Osten Klisino (Gläsen) und im Süden Pomorzowice (Pommerswitz).

## Geschichte

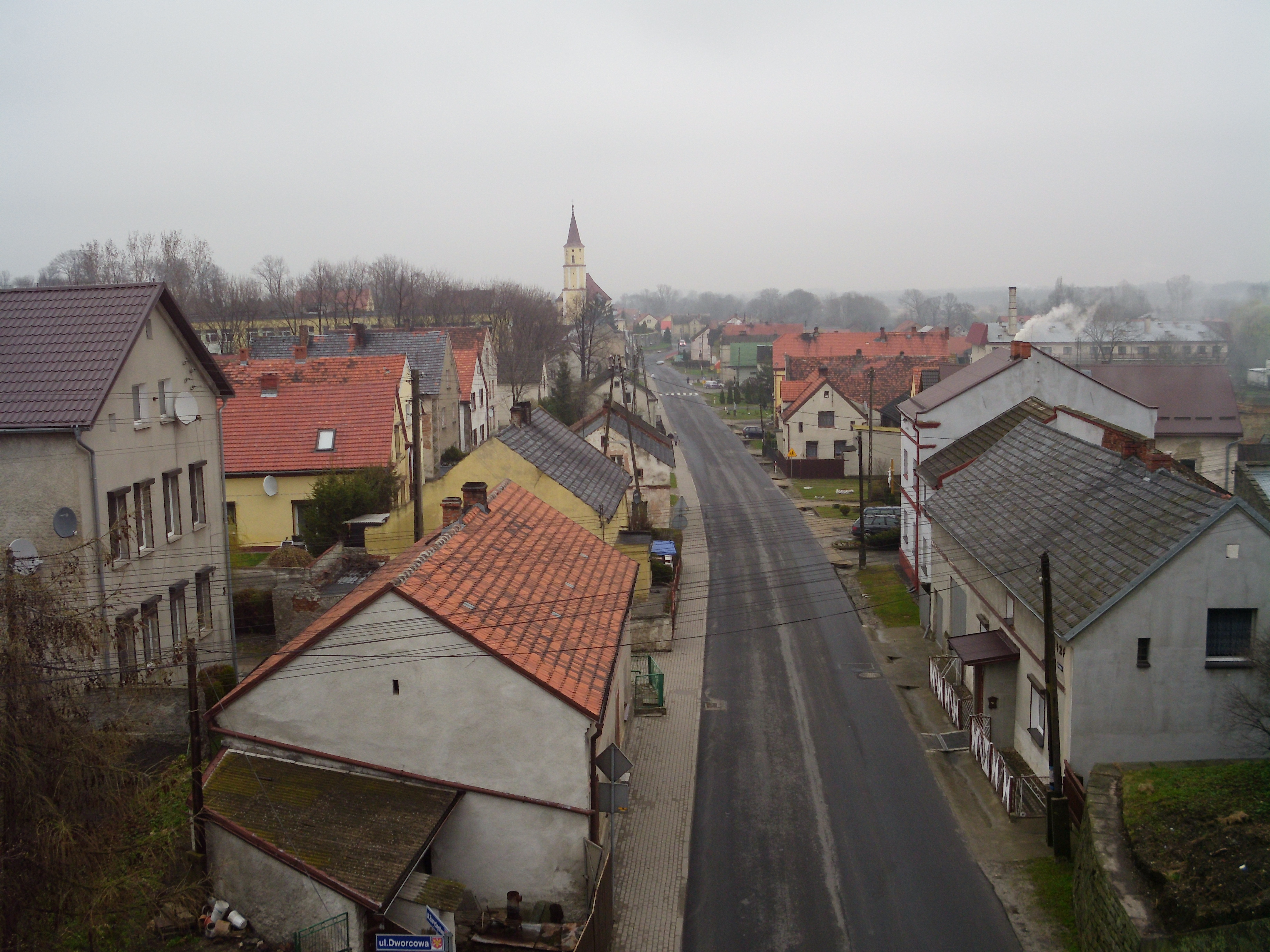
Ortsansicht

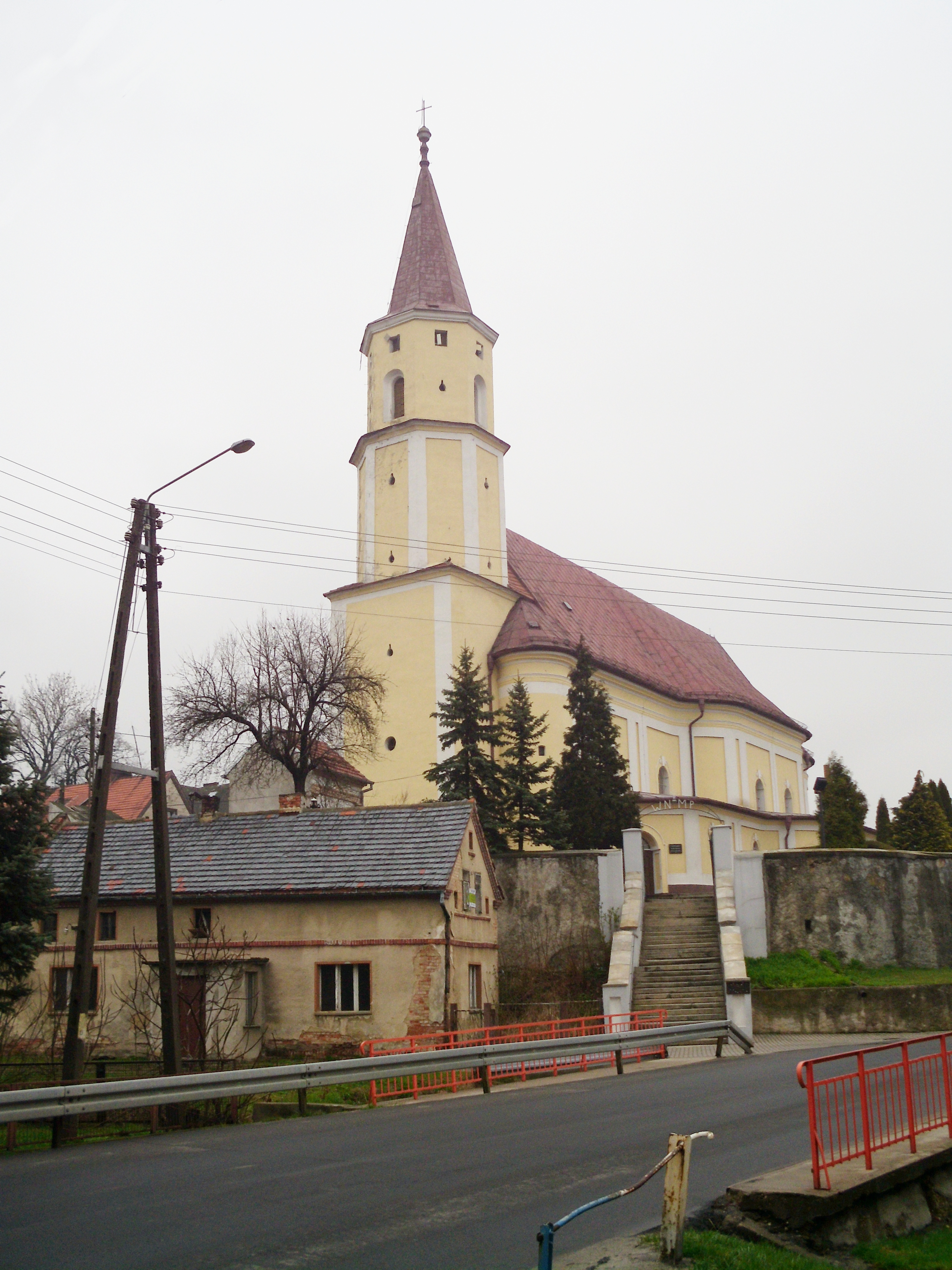
Katholische Kirche „Mariä Himmelfahrt“

1252 wurde das Dorf erstmals in Dokumenten des Olmützer Bischofs Bruno von Schauenburg erwähnt. Eine Ortskirche ist für das Jahr 1371 belegt. 1387 wurde der Ort in der Schreibweise Major Rasslawicz und 1408 als Rassilwicz erwähnt. Ab 1524 gehörte das Dorf zur Pfarrei St.-Martin in Jägerndorf. Für das Jahr 1531 ist der Ortsname Raslawitz teutonicalis und für das Jahr 1534 Deutsch Raselwitz überliefert. Ab 1595 gehörte Rasselwitz und Umgebung dem Adelsgeschlecht Oppersdorff. 1679 wurde eine Schule erwähnt.
Nach dem Ersten Schlesischen Krieg fiel Deutsch Rasselwitz 1742 mit dem größten Teil Schlesiens an Preußen. Zwischen 1787 und 1789 wurde eine neue Kirche errichtet.
Nach der Neugliederung der Provinz Schlesien gehörte die Landgemeinde Deutsch Rasselwitz ab 1816 zum Landkreis Neustadt O.S., mit dem es bis 1945 verbunden blieb. 1845 bestanden im Ort eine katholische Pfarrkirche, eine Erbscholtisei, ein Grenzzollamt, zwei Wassermühlen, drei Wirtshäuser und 409 andere Häuser. Die Einwohnerzahl lag damals bei 2086, davon 15 evangelisch. 1865 hatte der Ort 57 Bauern-, 42 Gärtner- und 194 Häuslerstellen. Zu diesem Zeitpunkt hatte Deutsch Rasselwitz eine katholische Schule mit 362 Schülern. 1874 wurde der Amtsbezirk Deutsch Rasselwitz gebildet, dem die Landgemeinde Deutsch Rasselwitz eingegliedert wurde. Erster Amtsvorsteher war der frühere Erbschulze Paul Engel in Deutsch Rasselwitz. 1876 wurde die Bahnstrecke Neustadt O.S. – Deutsch Rasselwitz – Leobschütz eröffnet.
Bei der Volksabstimmung in Oberschlesien am 20. März 1921 stimmten 2476 Wahlberechtigte für einen Verbleib bei Deutschland und 15 für Polen. Deutsch Rasselwitz verblieb beim Deutschen Reich. 1933 lebten im Ort 3255 Einwohner. 1939 hatte der Ort 3194 Einwohner.
Als Folge des Zweiten Weltkriegs fiel Rasselwitz 1945 mit dem größten Teil Schlesiens an Polen, wurde in Racławice Śląskie umbenannt und der Woiwodschaft Schlesien angeschlossen. Die einheimische deutsche Bevölkerung wurde weitgehend vertrieben. Die neu angesiedelten Bewohner waren ihrerseits Vertriebene aus Horodenka (heute Oblast Iwano-Frankiwsk), aus Baranówka (Powiat Brzezany, Woiwodschaft Tarnopol) und Rożyszcze (Powiat Łuck, Woiwodschaft Wolhynien). 1946–1950 gehörte Racławice Śląskie zur Woiwodschaft Schlesien und anschließend zur Woiwodschaft Opole. Seit 1999 gehört er zum Powiat Prudnicki.
Am 22. April 2009 wurde in der Gemeinde Oberglogau, der Deutsch Rasselwitz angehört, Deutsch als zweite Amtssprache eingeführt. Am 1. Dezember 2009 erhielt Racławice Śląskie  zusätzlich den amtlichen deutschen Ortsnamen Deutsch Rasselwitz.

## Sehenswürdigkeiten

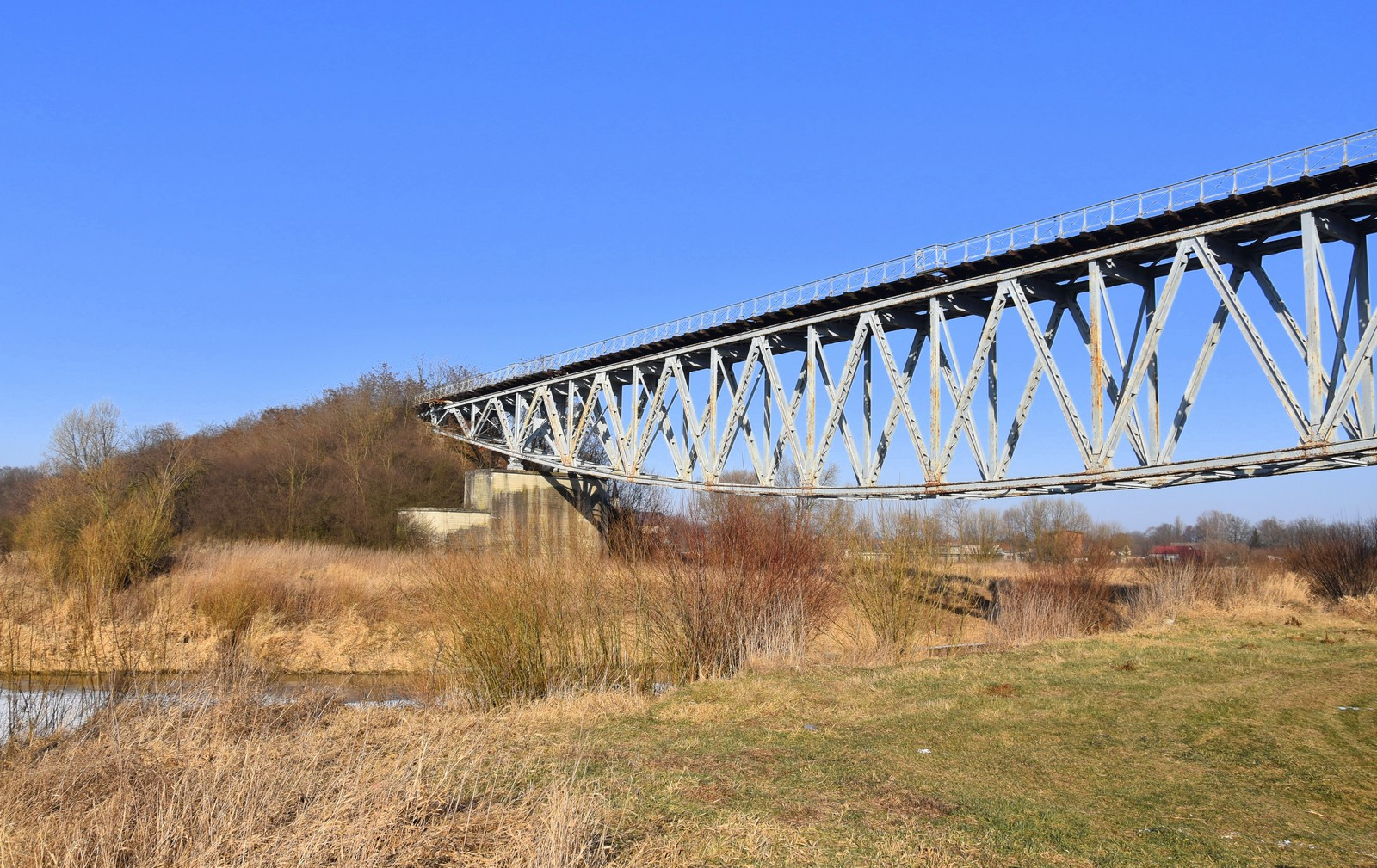
Bahnviadukt über die Hotzenplotz

- Die römisch-katholische Mariä-Himmelfahrt-Kirche (Kościół Wniebowzięcia Najświętszej Marii Panny) wurde 1789 nach Entwurf des italienischen Architekten Michele Clementi im Barockstil errichtet. In der Kirche findet sich das Bild Gottesmutter von Buszcze, das aus dem ukrainischen Ort Buszcze bei Brzezany mitgebracht worden war.[8] Der Kirchenbau steht seit 1958 unter Denkmalschutz.[9]
- Bahnviadukt über die Hotzenplotz
- Schwedensäule von 1633
- Steinerne Wegekreuze
- Empfangsgebäude des Bahnhofes

## Verkehr
Im Ort befindet sich ein Bahnhof an der Bahnstrecke Katowice–Legnica, worin die stillgelegte Strecke Racławice Śląskie–Głubczyce abzweigt. Auf dieser Strecke befindet sich die Stahlbrücke über die Osobłoga.

## Vereine
- Freiwillige Feuerwehr OSP Racławice Śląskie
- Fußballverein LKS Racławice Śląskie

## Söhne und Töchter des Ortes
- Herbert Preisker (1888–1952), Theologe und Hochschullehrer
- Rudolf Böhm (1917 – nach 1976), deutscher Schriftsteller, insbesondere Drehbuchautor, in der DDR
- Georg Moch (1920–1968), deutscher Jurist, Polizeibeamter und 1968 in West-Berlin der Polizeipräsident in Berlin